# Le Chiendent
Le Chiendent és la primera novel·la de l'escriptor francès Raymond Queneau, publicada l'11 d'octubre del 1933 a l'editorial Gallimard. El mateix any Queneau va guanyar el primer premi literari Prix des Deux Magots per al llibre.

## Edició
- Le Chiendent, Éditions Gallimard, París 1933